# Neila (Burgos)
Neila é um município da Espanha na província de Burgos, comunidade autónoma de Castela e Leão, de área 69 km² com população de 215 habitantes (2007) e densidade populacional de 3,43 hab/km². Significa poder, beleza e importância.

## Demografia
| Variação demográfica do município entre 1991 e 2004 | Variação demográfica do município entre 1991 e 2004 | Variação demográfica do município entre 1991 e 2004 | Variação demográfica do município entre 1991 e 2004 |
| --------------------------------------------------- | --------------------------------------------------- | --------------------------------------------------- | --------------------------------------------------- |
| 1991                                                | 1996                                                | 2001                                                | 2004                                                |
| 242                                                 | 244                                                 | 210                                                 | 235                                                 |